# Rapid River (Arthur River)
Der Rapid River ist ein Fluss im Nordwesten des australischen Bundesstaates Tasmanien.

## Geografie

### Flusslauf
Der etwas mehr als fünfzig Kilometer lange Rapid River entspringt fünf Kilometer westlich der Grenze des Savage-River-Nationalparks und fließt nach Nordwesten durch unbesiedeltes Gebiet. In der Luncheon Hill Forest Reserve Mündung mündet er in den Arthur River.

### Nebenflüsse mit Mündungshöhen
Er hat folgende Nebenflüsse:
- Beryl Rivulet – 222 m
- Little Rapid River – 141 m
- Dodds Creek – 133 m
- Sumac Rivulet – 74 m